# Phalangosoma mechowi
Phalangosoma mechowi är en skalbaggsart som beskrevs av Max Quedenfeldt 1884. Phalangosoma mechowi ingår i släktet Phalangosoma och familjen Melolonthidae. Inga underarter finns listade i Catalogue of Life.